# Cantó d'Hérimoncourt
El cantó d'Hérimoncourt és un cantó francès del departament del Doubs, situat al districte de Montbéliard. Té 15 municipis i el cap és Hérimoncourt.

## Municipis
- Abbévillers
- Autechaux-Roide
- Blamont
- Bondeval
- Dannemarie
- Écurcey
- Glay
- Hérimoncourt
- Meslières
- Pierrefontaine-lès-Blamont
- Roches-lès-Blamont
- Seloncourt
- Thulay
- Vandoncourt
- Villars-lès-Blamont

## Història
| Data d'elecció                           | Identitat                   | Partit           | Qualitat |
| ---------------------------------------- | --------------------------- | ---------------- | -------- |
| 1945-1949                                | Paul Gay                    | PCF              |          |
| 1951-1958                                | M. Rolland                  | Divers droite    |          |
| 1958-1976                                | M. Trabbia                  | SFIO, després PS |          |
| 1976-1993                                | Jean-Pierre Maillard-Salins | PS               |          |
| 1993-                                    | Jean-Marie Bart             | PS               |          |
| les dades anteriors no són pas conegudes |                             |                  |          |
|                                          |                             |                  |          |